# Naklice
Naklice is een plaats in de gemeente Omiš in de Kroatische provincie Split-Dalmatië. De plaats telt 224 inwoners (2001).